# Telmatobufo
A Telmatobufo a kétéltűek (Amphibia) osztályába, a békák (Anura) rendjébe és a varangyfélék (Bufonidae) családjába tartozó nem.

## Előfordulása
A faj Chile középső és déli részének hegyvidékes területein honos.

## Rendszerezés
A nembe az alábbi fajok tartoznak:
- Telmatobufo australis Formas, 1972
- Telmatobufo bullocki Schmidt, 1952
- Telmatobufo ignotus Cuevas, 2010
- Telmatobufo venustus (Philippi, 1899)